# Przerosty pismowe

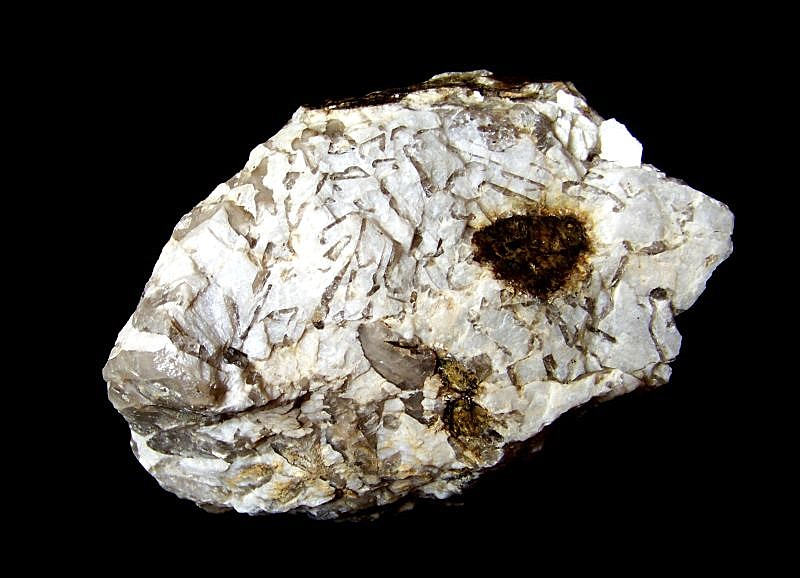
Przerosty pismowe w pegmatycie anatektycznym z Gór Sowich (Michałkowa).

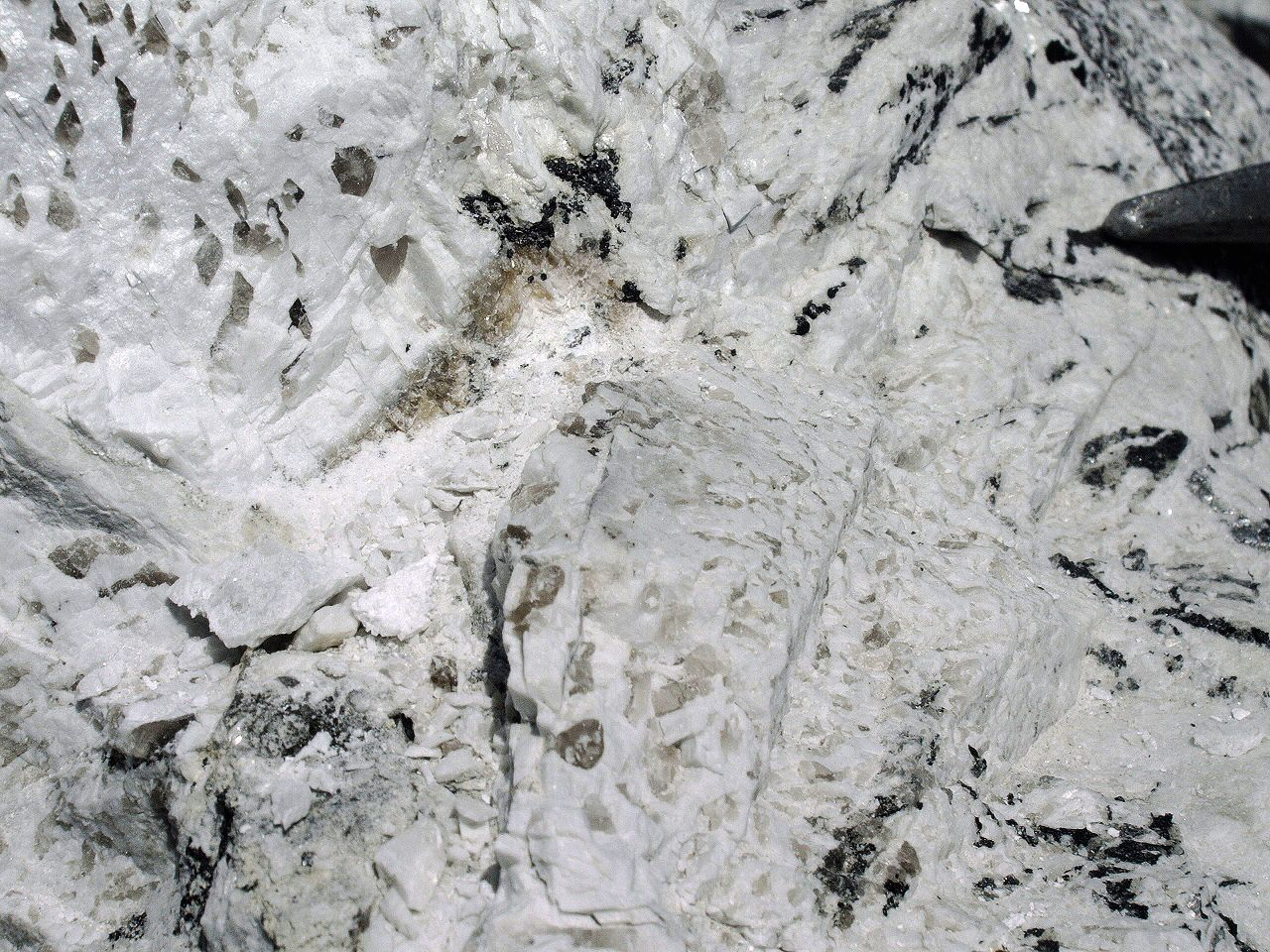
Przerosty pismowe w żyle skaleniowej tnącej masyw granodiorytowy. Kamieniołom Zimnik na Dolnym Śląsku.

Przerosty pismowe – prawidłowo (jednakowo) zorientowane, klinowato wydłużone przerosty kwarcu ze skaleniami potasowymi oraz plagioklazami. Nazwa nawiązuje do ich podobieństwa do pisma hebrajskiego.

## Występowanie i charakterystyka
Najczęściej przerosty te występują w skaleniach alkalicznych, wykazując przy tym jednakową orientację krystalograficzną wszystkich indywiduów. Skaleniami będącymi najczęściej pismowo poprzerastanymi kwarcem są mikropertyty mikroklinowe, zastępowane częściowo przez albit lub oligoklaz. Występują one głównie w pegmatytach granitoidowych. Tam są widoczne okiem nieuzbrojonym, natomiast te widoczne dopiero pod mikroskopem nazywane są przerostami mikropegmatytowymi.

## Geneza
Uważa się, iż przerosty te są wynikiem jednoczesnej krystalizacji kwarcu i skaleni z eutektycznego stopu obu tych minerałów lub z roztworów magmy resztkowej.
Inne teorie dotyczące powstania przerostów pismowych mówią, iż powstają one w wyniku częściowego zastępowania skalenia kwarcem. Zastępowanie to następuje przypuszczalnie wzdłuż spękań lub defektów sieci krystalicznej skaleni. Wykazano, że położenie przerostów kwarcowych względem przerastanego skalenia jest krystalograficznie prawidłowe: krawędź dwóch sąsiadujących ze sobą płaszczyzn romboedrycznych kwarcu jest często równoległa do krawędzi słupowej skalenia (tzw. prawo trapezoedryczne), czego wynikiem jest równoczesne wygaszanie sąsiadujących ze sobą ziarn kwarcu w tym samym skaleniu.
Dalsze obserwacje bazujące na badaniach przerostów megaskopowych kwarcu i skalenia w pegmatytach doprowadziły do wniosku, że kwarc w granicie pismowym nie wykazuje stałej orientacji krystalograficznej w stosunku do skalenia. Kwarc występuje wprawdzie często w grupach równoległych pręcików, niemniej jednak takich osobnych grup może być w jednym skaleniu kilka.